# Kings Hill
Kings Hill es una parroquia civil y un pueblo del distrito de Tonbridge and Malling, en el condado de Kent (Inglaterra).

## Geografía
Según la Oficina Nacional de Estadística británica, Kings Hill tiene una superficie de 3,24 km².

## Demografía
Según el censo de 2001, Kings Hill tenía 2638 habitantes (49,96% varones, 50,04% mujeres) y una densidad de población de 814,2 hab/km². El 30,52% eran menores de 16 años, el 68,42% tenían entre 16 y 74 y el 1,06% eran mayores de 74. La media de edad era de 30,37 años. Del total de habitantes con 16 o más años, el 16,26% estaban solteros, el 75,78% casados y el 7,97% divorciados o viudos.
El 93,1% de los habitantes eran originarios del Reino Unido. El resto de países europeos englobaban al 2,01% de la población, mientras que el 4,89% había nacido en cualquier otro lugar. Según su grupo étnico, el 96,97% eran blancos, el 1,1% mestizos, el 1,06% asiáticos, el 0,53% chinos y el 0,34% de cualquier otro salvo negros. El cristianismo era profesado por el 78,92%, el budismo por el 0,15%, el hinduismo por el 0,49%, el islam por el 0,45%, el sijismo por el 0,15% y cualquier otra religión, salvo el judaísmo, por el 0,11%. El 14,67% no eran religiosos y el 5,04% no marcaron ninguna opción en el censo.
1387 habitantes eran económicamente activos, 1361 de ellos (98,13%) empleados y 26 (1,87%) desempleados. Había 929 hogares con residentes y 58 vacíos.